# Nejvyšší vůdce Íránu
Nejvyšší vůdce Íránu (persky رهبر معظم ایران‎,  rahbar-e mo'azzam-e Írán), označovaný také jako nejvyšší vůdce islámské revoluce (persky رهبر معظم انقلاب اسلامی‎, rahbar-e mo'azzam-e enqeláb-e eslámí), je hlavou státu a nejvyšší politickou a náboženskou autoritou Íránské islámské republiky (nad prezidentem). Nejvyššímu vůdci podléhají ozbrojené síly, soudnictví, státní televize a další klíčové vládní organizace, jako je Rada dohlížitelů. Podle ústavy vymezuje nejvyšší vůdce obecnou politiku Íránu (článek 110), dohlíží na zákonodárnou, soudní a výkonnou moc (článek 57). Současný doživotní držitel úřadu Sajjid Alí Chameneí vydává dekrety a přijímá konečná rozhodnutí v oblasti hospodářství, životního prostředí, zahraniční politiky, vzdělávání, národního plánování a dalších aspektů správy Íránu. Chameneí rovněž činí konečná rozhodnutí o míře transparentnosti voleb a odvolává a znovu jmenuje členy prezidentského kabinetu. Nejvyšší vůdce je z právního hlediska považován za „nedotknutelného“ a Íránci jsou běžně trestáni za jeho zpochybňování nebo urážku.
Úřad byl zřízen íránskou ústavou v roce 1979 na základě konceptu ajatolláha Rúholláha Chomejního Velájat-e fakíh a je doživotně jmenován. Nejvyšší vůdce jako strážný právník (vali-je faqih) vede zemi, chrání ji před kacířstvím a imperialistickou dravostí a zajišťuje dodržování zákonů islámu.
Ve své historii měl Írán pouze dva nejvyšší vůdce: Rúholláha Chomejního, který tuto funkci zastával od roku 1979 až do své smrti v roce 1989, a Sajjida Alí Chameneího, který tuto funkci zastává již více než 30 let.

## Seznam nejvyšších vůdců
| Pořadí | Portrét | Jméno (narození–úmrtí)               | Nástup do úřadu   | Opuštění úřadu | Délka působení v úřadu | Poznámky                                                                             |
| ------ | ------- | ------------------------------------ | ----------------- | -------------- | ---------------------- | ------------------------------------------------------------------------------------ |
| 1.     |         | Sajjid Rúholláh Chomejní (1900–1989) | 3. listopadu 1979 | 3. června 1989 | 9 let a 182 dní        | Vůdce íránské islámské revoluce z roku 1979 a zakladatel Íránské islámské republiky. |
| 2.     |         | Sajjid Alí Chameneí (* 1939)         | 4. června 1989    | úřadující      | 35 let a 270 dní       | Od roku 1981 až do Chomejního smrti zastával funkci íránského prezidenta.            |